# Pilotrichidium antillarum
Pilotrichidium antillarum är en bladmossart som beskrevs av Bescherelle 1876. Pilotrichidium antillarum ingår i släktet Pilotrichidium och familjen Hookeriaceae. Inga underarter finns listade i Catalogue of Life.